# Regione di Atsinanana
La regione di Atsinanana è una regione della provincia di Toamasina, nel Madagascar orientale.
Il capoluogo della regione è Toamasina.
Ha una popolazione di 1 117 100 abitanti distribuita su una superficie di 21934 km².

## Geografia antropica

### Suddivisioni amministrative
La regione è suddivisa in sette distretti:
- distretto di Antanambao Manampotsy
- distretto di Brickaville
- distretto di Mahanoro
- distretto di Marolambo
- distretto di Toamasina I
- distretto di Toamasina II
- distretto di Vatomandry